# Фалько Володимир Іванович
Володимир Іванович Фалько (нар. 13 січня 1954, с. Градениці, Одеська область) — український політик, член Партії регіонів; колишній народний депутат України.

## Біографія
Народився 13 січня 1954 у с. Градениці (тепер Одеський район, Одеська область); дружина Тамара Олександрівна (1956) — домогосподарка; сини Олег (1977) і Дмитро (1982).
Освіта: Одеський технологічний інститут харчової промисловості ім. М. В. Ломоносова, інженер-механік, «Машини і апарати харчової промисловості» (1971–1976), інженер-економіст, «Економіка» (1977–1981).
Вересень 2007 — кандидат в народні депутати України від Партії регіонів, № 260 в списку. На час виборів: народний депутат України, член ПР.
Народний депутат України 5-го скликання з вересня 2006 до листопада 2007 від Партії регіонів, № 196 в списку. На час виборів: генеральний директор Миколаївського підприємства «Термінал-Укрхарчозбутсировина», член ПР. Член фракції Партії регіонів (з вересня 2006). Член Комітету з питань європейської інтеграції (з листопада 2006).

## Трудова діяльність
- 1971–1972 — робітник заводу «Поліграфмаш».
- 1976–1978 — інженер-технолог Миколаївського комбінату хлібопродуктів.
- 1978–1982 — заступник начальника відділу ПТЗ «Зоря».
- 1982–1986 — заступник генерального директора з виробництва об'єднання хлібопекарської промисловості.
- 1986–1987 — директор макаронної фабрики.
- 1987–1989 — заступник голови Держагропрому з харчової промисловості.
- З 1990 — генеральний директор Миколаївського підприємства «Термінал-Укрхарчозбутсировина».

## Нагороди
Орден «За заслуги» III (вересень 1999), II ступенів (жовтень 2004).